# Deutsche Schiffahrts- und Umschlagbetriebe

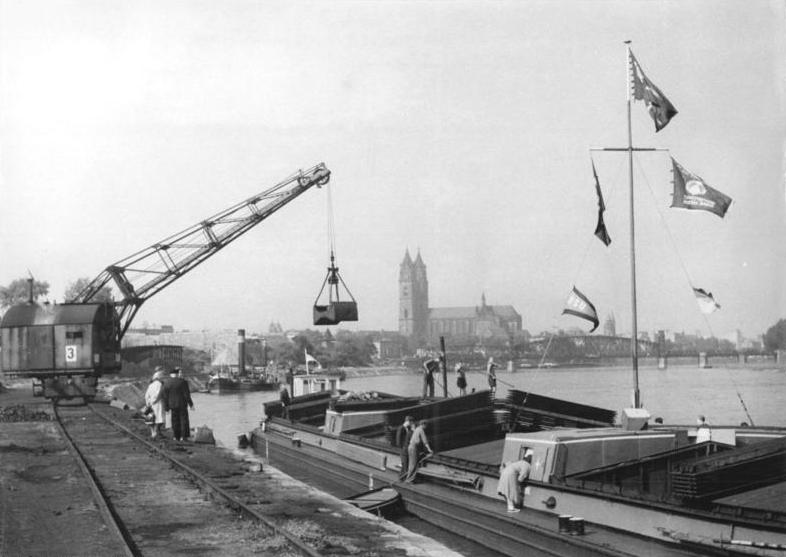
Lastkahn des DSU in Magdeburg, April 1957

Der VEB Deutsche Schiffahrts- und Umschlagsbetriebe (DSU) war in der DDR ein Betrieb der Binnenschifffahrt.

## Geschichte
Bereits 1946 erfolgte die Gründung der „Arbeitsgemeinschaft Binnenschiffahrt“ (AGB), mit der die Überführung der Binnenschifffahrt in staatlichen bzw. volkseigenen Besitz ihren Anfang nahm. Der Flottenbestand der AG Binnenschiffahrt umfasste 1946 insgesamt 955 Schleppkähne mit zusammen 327.906 Tonnen Tragfähigkeit. Die Gründung der AGB erhöhte den Anteil der staatlichen Schiffe im Volkseigentum noch nicht wesentlich, aber sie verstärkte den Druck auf die Privatschiffer, ihre Schiffe in volkseigenen Besitz zu überführen.
Um dieses Ziel schneller zu erreichen, wurde die AGB 1949 wieder aufgelöst und an ihrer Stelle am 1. Oktober 1949, also noch vor Gründung der DDR, die „Deutsche Schiffahrts- und Umschlagsbetriebszentrale“ (DSU) als volkseigener Betrieb gegründet. Die DSU hatte die Aufgabe, sämtliche Güter- und Personentransporte auf den Wasserstraßen der DDR durchzuführen, einschließlich des Umschlags und der Lagerung von Gütern. Sie hatte das alleinige Befrachtungsrecht für die Binnenschifffahrt. Damit waren die Privatschiffer nunmehr verpflichtet, Transportaufträge mit der DSU abzuschließen. Jedoch dauerte es noch bis in die 1960er Jahre, bis der Anteil der staatlichen Binnenschiffsflotte an der Gesamttonnage höher war als der der Privatschiffer.
Die ehemalige „Deutsche Schiffahrts- und Umschlagsbetriebszentrale“ (DSU) mit ihrem damaligen Sitz in Stralsund bereederte trotz fehlender Erfahrungen beim Einsatz, der Betreuung und Versorgung eines Seeschiffes vorübergehend von 1950 bis 1952 mit dem auf der Werft in Stralsund reparierten Dampfer „Vorwärts“ das erste seetüchtige Handelsschiff der DDR: Die 1952 mit Sitz in Rostock neu gegründete Reederei DSR übernahm von der DSU den Dampfer Vorwärts im Juli 1952 als das erste Seeschiff. Ebenfalls übergab die DSU 1952 an die Reederei DSR auch den Seeleichter „Fortschritt“ (vormals Quistorp IV) sowie die beiden Hafenschlepper „Carl“ und „Saßnitz“. Der von der DSU in 1952 an die Reederei DSR übergebene Seeleichter und die beiden Schlepper wurden 1957 dann an den „VEB Schiffsbergung und Taucherei“ als einen Vorläufer der späteren Bagger-, Bugsier- und Bergungsreederei Rostock abgegeben.
Am 1. Mai 1953 wurde die „Deutsche Oderschiffahrt“ (DOS) mit der DSU zusammengelegt und aus dieser der „VEB Deutsche Schiffahrts und Umschlagsbetriebe“ (DSU) gebildet. Dabei wurden 665 Schiffseinheiten (Schiffe, Schlepper, Schleppkähne usw.) der DOS in die DSU überführt.
1957 wurde die DSU aufgelöst. Ihre Transportaufgaben gingen auf den VEB Deutsche Binnenreederei, abgekürzt DBR, später BR. Die Betriebsanlagen gingen auf die verschiedenen regionalen „VEB Binnenhäfen“ über, die später Betriebe des VE Kombinats Binnenschiffahrt und Wasserstraßen wurden.